# Trent Lott
Trent Lott (Grenada, 1941. október 9. –) az Amerikai Egyesült Államok szenátora (Mississippi, 1989–2007).